# Bremen
Bremen (pronunciado ['bre.men]; pronunciación en alemán: /ˈbʁeːmən/ (escucharⓘ)) es una ciudad del noroeste de Alemania, que forma junto con el puerto de Bremen o Bremerhaven, a unos 60 km al noroeste, la Ciudad Libre Hanseática de Bremen, o Estado de Bremen. La ciudad que alberga más de 566 573 habitantes, es la tercera ciudad del norte de Alemania por población, tan sólo por detrás de Berlín y Hamburgo y la decimoprimera a nivel nacional.
Es la mayor ciudad a orillas del Weser, principal río que fluye íntegramente por Alemania, estando a los citados 60 km de su desembocadura en el mar del norte y completamente rodeada del estado de Baja Sajonia. Forma un continuo urbano con las localidades bajosajonas de Delmenhorst, Stuhr, Achim, Weyhe, Schwanewede y Lilienthal que engloba a unos 900 000 habitantes. Además junto con Oldemburgo comprende el área metropolitana Bremen-Oldemburgo que tiene alrededor de 2,5 millones de habitantes.
Es un centro cultural, político, social y económico de primer nivel, contando con el segundo puerto más importante del país, tan sólo por detrás del de Hamburgo, lo que además le ha granjeado su reputación como ciudad de clase obrera. Además tanto el ayuntamiento de Bremen como la estatua de Rolando forman parte del catálogo patrimonio mundial de la humanidad de la UNESCO.

## Historia
La historia de Bremen, ciudad y estado de Alemania, comprende más de 1200 años y comienza con su primera mención en un escrito del año 782. En el año 787, Carlomagno funda el obispado de Bremen, por lo que la ciudad pasa a ser el centro de la cristianización de la Europa septentrional. En 965 el emperador Otón I otorga al arzobispado de Bremen derechos de mercado. Entre los años 1043 y 1072 se produce el primer crecimiento económico bajo el arzobispado de Adalbert. En 1186 el emperador Federico I Barbarroja promulga la primera ley de la burguesía.
En 1260 la ciudad, gobernada por sus gremios de comerciantes, entra en la Liga hanseática —que buscaba monopolizar el comercio del mar del Norte y del Báltico— de la que se separa en 1285 por primera vez por rencores comerciales con otras ciudades bálticas; la situación que se prolonga unos setenta años. En el año 1300 empieza la construcción de la muralla. En el siglo XIV, Bremen alcanza la independencia —con el estatus de ciudad libre, freie Städte— del Arzobispado, con el que estará en disputa hasta la Reforma protestante. En 1358 vuelve a la Liga Hanseática, y en 1362 aporta 300 soldados para la batalla de Helsingborg en el marco de la guerra danesa-hanseática. Vuelve a ser expulsada de la Liga nuevamente en 1427.
En 1500 Bremen forma parte del Círculo de Baja Sajonia y en 1533 tiene lugar el llamado Levantamiento de los 104 Hombres. En 1563, Bremen fue expulsada por tercera vez de la Liga Hanseática. En 1646, después de la lucha contra los suecos en la Guerra de los Treinta Años, se convierte en ciudad-estado independiente. Deberá confrontar con los suecos, dueños de los ducados circundantes, formalmente ducados de Bremen y Verden, anteriormente episcopales.
En 1806, tras la disolución del Sacro Imperio Romano Germánico, el alcalde Johann Smidt aseguró la independencia de la ciudad libre en la Confederación del Rin. En 1811 la ciudad fue ocupada por tropas francesas al mando de Napoleón —se integró en el departamento de Bouches-du-Weser—, finalizando la ocupación el 15 de octubre de 1813. En 1815, en virtud del Congreso de Viena, recibe el estatus de Estado soberano, siendo parte, a su vez, de la Confederación Alemana. En 1827 se funda en la desembocadura del río Weser el puerto de Bremerhaven. En 1832 comienza la emigración de más de siete millones de personas al "Nuevo Mundo", que se prolonga hasta mediados del siglo siguiente.
En 1866 la ciudad se hace miembro de la Confederación Alemana del Norte. En 1871, con el inicio del Imperio alemán, Bremen se incorpora con el título constitucional de «Ciudad libre hanseática», así como un asiento en el Bundesrat. En 1888 se produce la incorporación de Bremen a la Unión Aduanera Alemana y la inauguración del primer puerto libre alemán. Con nuevos muelles marítimos y un fondeadero en Bremerhaven, se convirtió en el principal puerto de emigración de Alemania a las Américas y en un punto de entrada para su comercio colonial de desarrollo tardío. El Norddeutscher Lloyd (NDL), fundado en Bremen en 1857, se desarrolló como una de las compañías navieras líderes en el mundo.
En el siglo XX, Bremen, que era una ciudad ampliamente liberal y socialdemócrata, perdió su autonomía bajo el régimen de Hitler. Bremen sufrió durante la Segunda Guerra Mundial 173 bombardeos entre el 18 de mayo de 1940 (7 muertos) y el 24 de abril de 1945 (19 muertos), en el transcurso de los cuales se arrojaron 890.000 bombas que mataron a 3562 personas y dos tercios del tejido de la ciudad sufró graves daños.El 25 de abril de 1945, en los últimos estertores de la guerra, la ciudad fue ocupada por los británicos y ese mismo año pasó a ser una Zona de Ocupación norteamericana (Amerikanische Exklave) en la zona otorgada a la ocupación británica.
En 1949 Bremen se constituye como uno de los Bundesland (länder formado por la ciudad de Bremen y la ciudad de Bremerhaven) fundadores de la República Federal Alemana. Desde finales de la década de 1950, el Wirtschaftswunder de la posguerra atrajo a trabajadores a la ciudad desde Turquía y el sur de Europa, de modo que, junto con los refugiados reasentados en el siglo XXI, cerca de un tercio de la población actual de Bremen es de origen reciente no alemán.
- Representaciones históricas de Bremen
- Bremen en el siglo XIII, todavía sin el puente Weser, el ayuntamiento y el Stephanimauer; recreación de 1603
- Bremen en la segunda mitad del siglo XVI
- Bremen en 1641
- Bremen en 1764

## Geografía

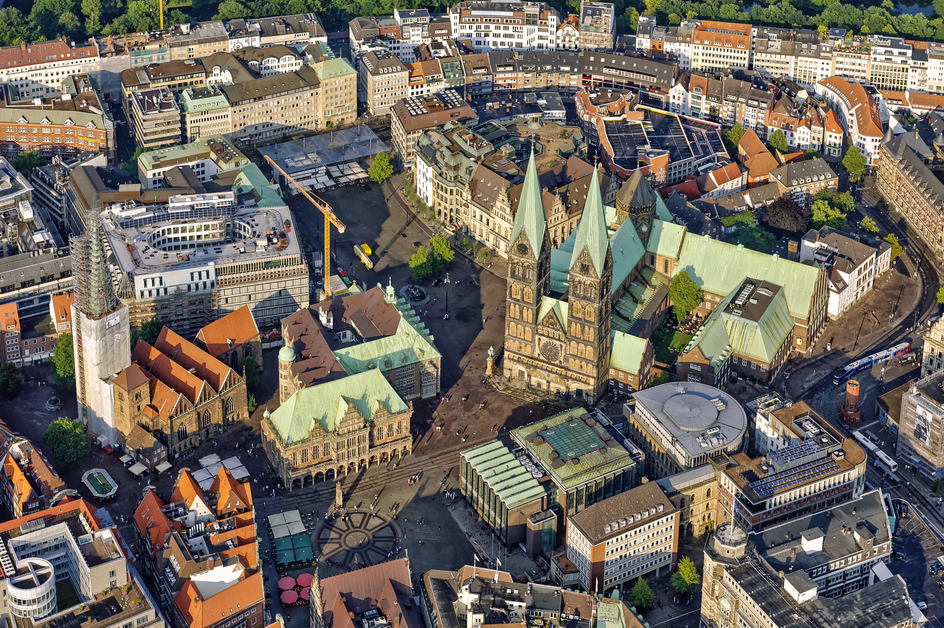
Vista de la Marktplatz

La ciudad de Bremen limita por los cuatro puntos cardinales con el estado de Baja Sajonia. Tiene una longitud máxima de 38 km y un ancho máximo de 16 km. El perímetro de la ciudad es de 136,5 km.
El río Weser cruza la ciudad de sudeste a noroeste antes de desembocar 70 km más al occidente en el mar del Norte. Bremen se encuentra en el sitio donde el río se ensancha antes de desembocar, haciéndose navegable, lo que ha dado origen a su importante puerto.

### Clima
| Parámetros climáticos promedio de Bremen (normales 1991–2020) | Parámetros climáticos promedio de Bremen (normales 1991–2020) | Parámetros climáticos promedio de Bremen (normales 1991–2020) | Parámetros climáticos promedio de Bremen (normales 1991–2020) | Parámetros climáticos promedio de Bremen (normales 1991–2020) | Parámetros climáticos promedio de Bremen (normales 1991–2020) | Parámetros climáticos promedio de Bremen (normales 1991–2020) | Parámetros climáticos promedio de Bremen (normales 1991–2020) | Parámetros climáticos promedio de Bremen (normales 1991–2020) | Parámetros climáticos promedio de Bremen (normales 1991–2020) | Parámetros climáticos promedio de Bremen (normales 1991–2020) | Parámetros climáticos promedio de Bremen (normales 1991–2020) | Parámetros climáticos promedio de Bremen (normales 1991–2020) | Parámetros climáticos promedio de Bremen (normales 1991–2020) |
| Mes                                                           | Ene.                                                          | Feb.                                                          | Mar.                                                          | Abr.                                                          | May.                                                          | Jun.                                                          | Jul.                                                          | Ago.                                                          | Sep.                                                          | Oct.                                                          | Nov.                                                          | Dic.                                                          | Anual                                                         |
| ------------------------------------------------------------- | ------------------------------------------------------------- | ------------------------------------------------------------- | ------------------------------------------------------------- | ------------------------------------------------------------- | ------------------------------------------------------------- | ------------------------------------------------------------- | ------------------------------------------------------------- | ------------------------------------------------------------- | ------------------------------------------------------------- | ------------------------------------------------------------- | ------------------------------------------------------------- | ------------------------------------------------------------- | ------------------------------------------------------------- |
| Temp. máx. abs. (°C)                                          | 14.6                                                          | 18.5                                                          | 23.5                                                          | 30.2                                                          | 34.4                                                          | 34.9                                                          | 36.8                                                          | 37.6                                                          | 33.4                                                          | 28.6                                                          | 20.1                                                          | 16.1                                                          | 37.6                                                          |
| Temp. máx. media (°C)                                         | 4.6                                                           | 5.6                                                           | 9.3                                                           | 14.5                                                          | 18.3                                                          | 21.3                                                          | 23.6                                                          | 23.3                                                          | 19.3                                                          | 14.0                                                          | 8.6                                                           | 5.4                                                           | 14.0                                                          |
| Temp. media (°C)                                              | 2.2                                                           | 2.6                                                           | 5.2                                                           | 9.4                                                           | 13.2                                                          | 16.2                                                          | 18.4                                                          | 18.0                                                          | 14.3                                                          | 10.0                                                          | 5.8                                                           | 3.1                                                           | 9.9                                                           |
| Temp. mín. media (°C)                                         | -0.5                                                          | -0.5                                                          | 1.1                                                           | 3.9                                                           | 7.5                                                           | 10.5                                                          | 12.9                                                          | 12.6                                                          | 9.6                                                           | 6.0                                                           | 2.8                                                           | 0.5                                                           | 5.5                                                           |
| Temp. mín. abs. (°C)                                          | -21.8                                                         | -23.6                                                         | -18.7                                                         | -7.6                                                          | -3.5                                                          | 0.5                                                           | 3.0                                                           | 3.4                                                           | -1.2                                                          | -7.8                                                          | -14.1                                                         | -17.5                                                         | -23.6                                                         |
| Precipitación total (mm)                                      | 58.4                                                          | 43.6                                                          | 45.6                                                          | 39.5                                                          | 49.8                                                          | 62.3                                                          | 75.3                                                          | 69.3                                                          | 58.3                                                          | 57.1                                                          | 51.2                                                          | 59.9                                                          | 670.3                                                         |
| Días de precipitaciones (≥ 0.1 mm)                            | 18.1                                                          | 15.0                                                          | 15.1                                                          | 12.8                                                          | 13.9                                                          | 14.5                                                          | 15.5                                                          | 15.5                                                          | 13.9                                                          | 15.8                                                          | 17.0                                                          | 18.2                                                          | 185.4                                                         |
| Días de nevadas (≥ 1.0 cm)                                    | 1.4                                                           | 1.2                                                           | 0.5                                                           | 0                                                             | 0                                                             | 0                                                             | 0                                                             | 0                                                             | 0                                                             | 0                                                             | 0.2                                                           | 0.9                                                           | 1.6                                                           |
| Horas de sol                                                  | 47.8                                                          | 69.8                                                          | 120.4                                                         | 182.0                                                         | 213.2                                                         | 204.8                                                         | 213.5                                                         | 198.0                                                         | 151.2                                                         | 109.8                                                         | 53.3                                                          | 40.2                                                          | 1604                                                          |
| Humedad relativa (%)                                          | 86.9                                                          | 83.7                                                          | 78.9                                                          | 72.4                                                          | 71.5                                                          | 73.0                                                          | 73.4                                                          | 75.2                                                          | 80.4                                                          | 85.0                                                          | 88.5                                                          | 88.7                                                          | 79.8                                                          |
| Fuente n.º 1: NOAA                                            |                                                               |                                                               |                                                               |                                                               |                                                               |                                                               |                                                               |                                                               |                                                               |                                                               |                                                               |                                                               |                                                               |
| Fuente n.º 2: DWD; wetterkontor.de;                           |                                                               |                                                               |                                                               |                                                               |                                                               |                                                               |                                                               |                                                               |                                                               |                                                               |                                                               |                                                               |                                                               |

## Economía
Actualmente Bremen es una ciudad industrial que cuenta con la presencia de empresas como Daimler y uno de los principales símbolos de la industria de la Unión Europea (UE) en la actualidad, Airbus Group.
La metrópoli más cercana es Hamburgo, 120 km al noreste de Bremen. Es una ciudad con importancia regional, su puerto compitió por mucho tiempo en supremacía con el puerto de Hamburgo. Hoy en día el puerto fluvial de Bremen es el segundo puerto comercial de Alemania.

## Organización político-administrativa
Bremen está dividida en cinco distritos (Bezirke), que a su vez se dividen en 23 barrios (Stadtteile) y 81 sub-barrios (Ortsteile).

## Educación
|  | Universidad                                 | Fundación | Acrónimo | Tipo    |
|  | ------------------------------------------- | --------- | -------- | ------- |
|  | Universidad de Bremen                       | 1971      | UB       | Pública |
|  | Universidad de las Artes de Bremen          | 1873      | HfK      | Pública |
|  | Universidad de Ciencias Aplicadas de Bremen | 1982      | HB       | Pública |
|  | Universidad Jacobs de Bremen                | 2001      | IUB      | Privada |

En el campus de la Universidad de Bremen, es posible encontrar también el Instituto Max Planck de Microbiología Marina, uno de los centros de la Sociedad Max Planck.

## Deportes
| Equipo             | Deporte | Competición | Estadio      | Creación |
| ------------------ | ------- | ----------- | ------------ | -------- |
| S.V. Werder Bremen | Fútbol  | Bundesliga  | Weserstadion | 1899     |

## Transportes
|  | Aeropuerto           | Código IATA | Código OACI |
|  | -------------------- | ----------- | ----------- |
|  | Aeropuerto de Bremen | BRE         | EDDW        |

## Ciudades hermanadas
Bremen está hermanada con las siguientes ciudades:
| - Bratislava - Corinto (Nicaragua) - Dalian - Esmirna - Celaya | - Gdansk - Haifa - Riga - Rostock - Yokohama - Maracaibo |